# ماثياس يوهانسون
ماثياس يوهانسون (بالسويدية: Mathias Johansson)‏ هو لاعب هوكي الجليد سويدي، ولد في 22 فبراير 1974 في Oskarshamn ‏ في السويد.

## وصلات خارجية
- ماثياس يوهانسون على موقع دوري الهوكي الوطني (الإنجليزية)
- ماثياس يوهانسون على موقع قاعة مشاهير الهوكي (لاعب أن.إتش.أل) (الإنجليزية)
- ماثياس يوهانسون على موقع EliteProspects.com (الإنجليزية)
- ماثياس يوهانسون على موقع Eurohockey.com (الإنجليزية)
- ماثياس يوهانسون على موقع HockeyDB.com (الإنجليزية)
- ماثياس يوهانسون على موقع Hockey-Reference.com (الإنجليزية)
- ماثياس يوهانسون على موقع أوليمبيديا (الإنجليزية)
- ماثياس يوهانسون على موقع اللجنة الأولمبية السويدية (السويدية)